# اندیس برج محمد۱
برج محمد۱ یک اندیس فلزی است که در حوالی شهر قائن استان خراسان قرار دارد و مادهٔ معدنی موجود در آن، منیزیت است.  